# Colotrechnus viridis
Colotrechnus viridis är en stekelart som först beskrevs av Masi 1921.  Colotrechnus viridis ingår i släktet Colotrechnus och familjen puppglanssteklar. Inga underarter finns listade i Catalogue of Life.